# Tropas de Misiles de Designación Estratégica de la Federación Rusa
Las Tropas de Misiles de Designación Estratégica de la Federación de Rusia (en ruso: Ракетные войска стратегического назначения Российской Федерации (РВСН РФ) transliterado: Rakétnye voyská strateguícheskogo naznachéniya Rossíyskoy Federátsii y abreviado como RVSN RF) son una rama de las Fuerzas Armadas de la Federación de Rusia que controla sus misiles balísticos intercontinentales terrestres. Fueron formadas por la URSS el 17 de diciembre de 1959 como una rama independiente dentro de las Fuerzas Armadas Soviéticas. Constituyen un elemento esencial de la doctrina de defensa nacional rusa, y la mayor fuerza nuclear operativa, superando ampliamente al arsenal combinado del resto de las naciones del mundo.
El armamento de las tropas estratégicas de misiles consiste en misiles balísticos intercontinentales, de base móvil o fija, con ojivas nucleares.

## Arsenal

Localización de las divisiones de las Fuerzas de Misiles Estratégicos de Rusia hacia 2017 según la Agencia de Inteligencia de la Defensa

A principios de 2015 las Fuerzas de Misiles Estratégicos rusas disponían de 305 misiles declarados, capaces de librar más de mil cabezas termonucleares en cualquier punto del Hemisferio Norte y buena parte del Hemisferio Sur en menos de media hora. Se considera a esta fuerza capaz de aniquilar por sí sola a cualquier nación o alianza de naciones contemporáneas, lo que la convierte en uno de los jugadores principales de la guerra nuclear.
Sólo el Mando Espacial de la Fuerza Aérea de los Estados Unidos goza de una fuerza semejante, aunque inferior, con 764 cabezas para sus misiles Minuteman III. Mucho más atrás se halla la Fuerza de Misiles del Ejército Popular de Liberación de China.
Al igual que la mayor parte de las Fuerzas Armadas de Rusia, desde la disolución de la URSS las Fuerzas de Misiles Estratégicos han sufrido restricciones en el acceso a los recursos económicos y materiales. No obstante, el Gobierno ruso considera esta Fuerza como componente central de su doctrina de defensa, por lo que ha sido priorizada para permitir la renovación constante de sus armas y medios. Particularmente, se ha hecho gran hincapié en dotarla de tecnologías capaces de derrotar a los sistemas antimisil estadounidenses y mantener así su capacidad disuasoria.
Las tropas estratégicas de misiles de Rusia se complementan con los bombarderos nucleares de la 37ª Fuerza Aérea y los submarinos lanzadores de misiles balísticos de la Armada de Rusia, totalizando un arsenal de 3.113 cabezas termonucleares estratégicas activas. Esta cifra no incluye las armas nucleares tácticas, que incrementarían el número de cabezas activas a 5.192 sobre un total de más de 14.000 disponibles.
En 2015 la fuerza se actualiza con los misiles RS-24 y próximamente lo hará con los RS-26 y Sarmat.

## Despliegue
El cuartel general de las tropas estratégicas de misiles de Rusia se halla en el distrito de Kúntsevo del Ókrug Occidental de la ciudad de Moscú. El mando operacional alternativo se encuentra bajo 350 metros de granito en la montaña Kosvinkski de los Urales.
El orden de batalla de las tropas estratégicas de misiles era el siguiente a principios de 2015:
- 27.º Ejército de Misiles de la Guardia (cuartel general en Vladímir)
  - 98.º Escuadrón Separado Mixto de Aviación.
  - 7.ª División de Misiles de la Guardia en Výpolzovo, con 18 Tópol móviles.
  - 14.ª División de Misiles en Yoshkar-Olá con 9 Tópol móviles.
  - 54.ª División de Misiles de la Guardia en Teikovo con 18 Tópol M y "varias decenas" de RS-24 Yars móviles.
  - 60.ª División de Misiles en Tatíschevo con 40 UR-100NUTTH (SS-19 Stiletto) y 60 Tópol M, en silos.
- 31.er Ejército de Misiles (cuartel general en el microdistrito Rostoshi de Oremburgo)
  - 102.º Escuadrón Separado Mixto de Aviación.
  - 13.ª División de Misiles del Estandarte Rojo en la Base Aérea de Dombarovsky, Óblast de Oremburgo, con 18 R-36M2 (SS-18 Satán/Voivoda) y posibles variantes experimentales del UR-100NUTTH con ojivas de velocidad final hipersónica (proyecto 4202).[5] Está previsto que los R-36M2 sean reemplazados por los nuevos RS-28 Sarmat (designación OTAN: SS-30 Satán-2) cuando éstos entren en servicio.[6]
  - 42.ª División de Misiles en Nizhni Tagil con 15 RS-24 Yars móviles.
- 33.er Ejército de Misiles de la Guardia (cuartel general en Omsk)
  - 105.º Escuadrón Separado Mixto de Aviación.
  - 35.ª División de Misiles en Barnaul con 36 Tópol móviles.
  - 39.ª División de Misiles de la Guardia en Novosibirsk con RS-24 Yars móviles.
  - 62.ª División de Misiles en Uzhur con 28 R-36M2 en silos. También serán reemplazados por los nuevos RS-28 Sarmat cuando estén disponibles.[6]